# Яйнеліс Санс
Яйнеліс Санс Вердесья (ісп. Yaynelis Sanz Verdecia; нар. 14 березня 2002, Медья-Луна, провінція Гранма) — кубинська борчиня вільного стилю, Панамериканська чемпіонка, чемпіонка Панамериканських ігор серед юніорів, бронзова призерка Панамериканського чемпіонату серед юніорів.

## Спортивні результати на міжнародних змаганнях

### Виступи на Чемпіонатах світу
| Змагання                        | Збірна | Вагова категорія          | Місце |
| ------------------------------- | ------ | ------------------------- | ----- |
| Чемпіонат світу з боротьби 2022 | Куба   | жіноча боротьба, до 55 кг | 15    |

### Виступи на Панамериканських чемпіонатах
| Змагання                                   | Збірна | Вагова категорія          | Місце  |
| ------------------------------------------ | ------ | ------------------------- | ------ |
| Панамериканський чемпіонат з боротьби 2022 | Куба   | жіноча боротьба, до 57 кг | Золото |

### Виступи на інших змаганнях
| Змагання                                    | Збірна | Вагова категорія          | Місце  |
| ------------------------------------------- | ------ | ------------------------- | ------ |
| Cerro Pelado International 2018             | Куба   | жіноча боротьба, до 55 кг | Срібло |
| Cerro Pelado International 2019             | Куба   | жіноча боротьба, до 57 кг | Срібло |
| Кубок Гранми і Серро-Пеладо з боротьби 2020 | Куба   | жіноча боротьба, до 57 кг | Бронза |

### Виступи на змаганнях молодших вікових груп
| Змагання                                                 | Збірна | Вагова категорія          | Місце  |
| -------------------------------------------------------- | ------ | ------------------------- | ------ |
| Панамериканський чемпіонат з боротьби серед юніорів 2021 | Куба   | жіноча боротьба, до 57 кг | Бронза |
| Панамериканські ігри серед юніорів 2021                  | Куба   | жіноча боротьба, до 57 кг | Золото |